# I Wanna Be Loved by You
«I Wanna Be Loved by You» — пісня для мюзиклу «Good boy» (1928 рік), написана поетом Бертом Кальмаром і композиторами Гербертом Стотгартом і Гаррі Рубі. Американська асоціація звукозаписних компаній включила цю пісню в число «Пісень століття». Одне з найвідоміших виконань було від Мерилін Монро у фільмі «У джазі тільки дівчата». Пісня не тільки увійшла в саундтрек до фільму, а й була випущена як один з синглів разом з «I'm Through With Love», також виконаної Монро .

## Історія пісні
Вперше пісню виконала в кінці 1928 року Гелен Кейн, яку за дитячий голос і виконання пісні скетом стали називати «Boop-Boop-a-Doop Girl». Двома роками пізніше, в 1930 році за образом Кейн був створений анімаційний персонаж Бетті Буп, яка виконувала цю пісню, але вже набагато пізніше, в мультфільмі «The Romance of Betty Boop» 1980 року випуску.
У 1950 році пісня стала основною композицією біографічного фільму Кальмара і Рубі «Три маленьких слова» (Three Little Words) у виконанні Деббі Рейнольдс і Карлтона Карпентера, які грали Гелен Кейн і Теда Гілі. Гелен Кейн сама дублювала вокал для голосу Деббі.
Для фільму «У джазі тільки дівчата» пісню вибрав композитор картини Адольф Дойч. Крім неї до нього ввійшли ще кілька джазових вокальних номерів для Мерилін Монро: «Runnin 'Wild» і «I'm Through With Love».
У різні роки цю пісню також виконували: Вон Де Ліф (en: Vaughn De Leath), Аннетт Геншоу, Джек Леммон, Марті Вайлд (Marty Wilde), Френк Сінатра, Тіна Луїз, Вєрка Сердючка, Патрісія Каас, Шинейд О'Коннор, Рінго Сііна і багато інших. Актриса Ру Маккленаган з гумором виконала пісню в ролі Бланш Реверо, персонажа ситкому «Золоті дівчата». Роберт Рід і Флоренс Гендерсон виконували «I Wanna Be Loved by You» в одному з епізодів серіалу «Сімейка Брейді».